# Скенектеді (округ, Нью-Йорк)
Шаблон:StateAbbr_ 42°49′ пн. ш. 74°04′ зх. д. / 42.81° пн. ш. 74.07° зх. д.
Округ Скенектеді (англ. Schenectady County) — округ (графство) у штаті Нью-Йорк, США. Ідентифікатор округу 36093.

## Історія
Округ утворений 1809 року.

## Демографія
За даними перепису 
2000 року 
загальне населення округу становило 146555 осіб, зокрема міського населення було 133403, а сільського — 13152.
Серед мешканців округу чоловіків було 70479, а жінок — 76076. В окрузі було 59684 домогосподарства, 38037 родин, які мешкали в 65032 будинках.
Середній розмір родини становив 2,97.
Віковий розподіл населення поданий у таблиці:
| Стать    | До 15 років | 15-21 | 22-29 | 30-39 | 40-49 | 50-65 | 65-85 | Понад 85 |
| -------- | ----------- | ----- | ----- | ----- | ----- | ----- | ----- | -------- |
| Чоловіки | 15435       | 6691  | 6017  | 10467 | 11171 | 10978 | 8690  | 1030     |
| Жінки    | 14382       | 6359  | 6320  | 10970 | 11544 | 11823 | 12170 | 2508     |

## Суміжні округи
- Саратога — північний схід
- Олбані — південний схід
- Скогарі — південний захід
- Монтгомері — захід

## Виноски
1. ↑  U.S. Decennial Census. United States Census Bureau. Процитовано 7 січня 2015.
2. ↑  Historical Census Browser. University of Virginia Library. Архів оригіналу за 30 травня 2019. Процитовано 7 січня 2015.
3. ↑  Population of Counties by Decennial Census: 1900 to 1990. United States Census Bureau. Процитовано 7 січня 2015.
4. ↑  Census 2000 PHC-T-4. Ranking Tables for Counties: 1990 and 2000 (PDF). United States Census Bureau. Процитовано 7 січня 2015.
5. ↑  State & County QuickFacts. United States Census Bureau. Архів оригіналу за 7 червня 2011. Процитовано 13 жовтня 2013. [Архівовано 2011-06-07 у Wayback Machine.](англ.) Наведено за англійською вікіпедією.
6. ↑  American FactFinder. Бюро перепису населення США. Архів оригіналу за 26 лютого 2012. Процитовано 31 січня 2008. [Архівовано 2008-05-21 у Wayback Machine.]

| США | Це незавершена стаття з географії США. Ви можете допомогти проєкту, виправивши або дописавши її. |